# MARISTAELI Catania
MARISTAELI - Catania opera da Catania Fontanarossa ed è una delle tre basi aeree della Marina Militare, insieme alla base di Luni in provincia della Spezia e di Grottaglie in provincia di Taranto. Le tre basi aeree dipendono dal COMFORAER il Comando delle Forze aeree, che a sua volta dipende dal CINCNAV il Comando in capo della Squadra navale. "MARISTAELI - Catania" può essere considerata la "culla" dell'Aviazione Navale Italiana, essendo stata la prima Stazione Elicotteri della Marina Militare a essere costituita e in quanto nella base vi si tengono tutti i corsi per gli specialisti tecnici, ufficiali e sottufficiali e per gli operatori di volo, pertanto è un passaggio obbligato per tutto il personale della specialità.

## Storia
La Stazione di MARISTAELI a Catania venne costituita il 13 febbraio 1963 qualche anno dopo che non lontano da Catania, ad Augusta, era iniziata la storia moderna dell'Aviazione Navale Italiana.
Il 1º agosto 1956 sull'eliporto di Augusta Terrevecchie, presso l'area della attuale base navale, era stato attivato il 1º Gruppo elicotteri della Marina Militare (1º GRUPELICOT) inquadrando inizialmente tre AB-47G, portati successivamente a sette nel dicembre 1957. Nei due anni seguenti il Gruppo si consolidò, crescendo numericamente, logisticamente e, soprattutto, operativamente, venendo a delinearsi la struttura organica tipica dei reparti di un gruppo operativo. Agli inizi del 1958 la Marina ordinò tre nuovi elicotteri Sikorsky HSS-1 Seabat, con i primi due che giunsero in Italia il 10 marzo 1959 e, non trovando un idoneo eliporto della Marina, vennero dislocati a Catania Fontanarossa in un hangar messo a disposizione dall'Aeronautica Militare presso l'87º Gruppo antisommergibile nell'aeroporto di Catania-Fontanarossa.
Nell'agosto dello stesso anno il Gruppo venne definitivamente trasferito a Catania, dove i nuovi elicotteri furono raggiunti dai sette AB-47G il 15 agosto 1959. Nello stesso periodo vennero assegnati al reparto anche i primi tre AB-47J, uno dei quali, il 24 ottobre 1961, effettuò il primo appontaggio su una nave italiana, la fregata Luigi Rizzo.
Il giorno successivo arrivarono a Genova i primi due HSS-1N poi ridenominati SH-34J appartenenti a una serie di sei elicotteri assegnati alla Marina Militare nell'ambito del Mutual Defense Assistance Program e nel gennaio 1962 vennero consegnati altri tre AB-47J.
Nel 1960 venne creato l'Ufficio Corsi e Tirocini, unico nel suo genere per tutta la Componente Aerea della Marina Militare e riferimento per la formazione del personale aeronavigante, nato allo scopo di standardizzare le procedure addestrative, in particolar modo per gli specialisti di volo e di tutto il personale tecnico.
Nel febbraio 1963 l'Aeronautica Militare decise di cedere alcune infrastrutture a titolo definitivo alla Marina Militare e il 1º Gruppo venne trasferito nelle nuove infrastrutture, abbandonando quelle prestate dell'87º Gruppo antisom e l'eliporto venne ufficialmente rinominato “Stazione elicotteri della Marina Militare MARISTAELI Catania” e intitolato alla memoria del sottotenente di vascello Mario Calderara il primo ufficiale della Regia Marina a ottenere il brevetto di pilota. L'area nella quale operavano gli elicotteri della Marina Militare era detta "Pentagono" per la sua forma geometrica..Nel corso dell’anno vennero consegnati altri elicotteri, portando la forza del Reparto a sette AB-47G, sei AB-47J, tre AB-47J3, otto SH-34J e tre SH-34G, due dei quali furono imbarcati da giugno sull’incrociatore portaelicotteri Andrea Doria.
Nel 1964 venne costituito il 2º Gruppo elicotteri.

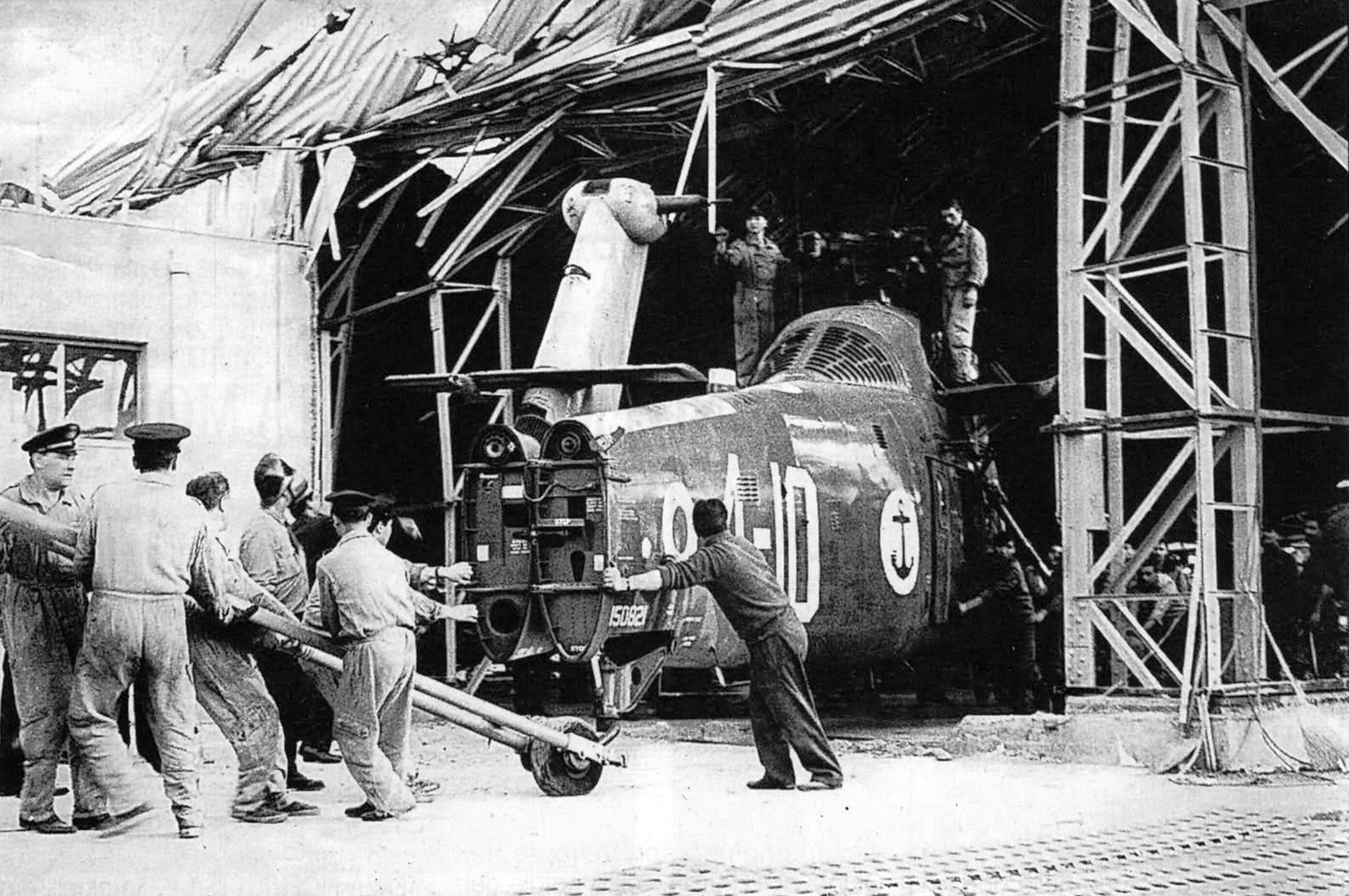
Elicottero Sikorsky SH-34J MM 150821 mentre viene portato in salvo dal personale, dopo la distruzione dell’hangar da parte del ciclone

Il 31 ottobre 1964 una tromba d’aria colpì MARISTAELI Catania, distruggendo sette SH-34, un AB-47J e danneggiando altri otto elicotteri; particolarmente colpiti furono i Seabat, a causa di un corto circuito elettrico che innescò un incendio, le cui fiamme fusero letteralmente le leghe leggere di cui erano costituiti gli elicotteri, che vennero ridotti in polvere di magnesio, risparmiando solamente il motore. Dei dieci elicotteri Seabat in quel momento in dotazione alla Marina Militare solo due si salvarono, gli esemplari 4-04 (MM149082) e 4-05 (MM149083) perché imbarcati sull'Andrea Doria, impegnato insieme alla nave trasporto truppe Etna nella crociera in Estremo Oriente mentre il 4-10 (MM150821) rimase danneggiato in maniera talmente estesa da essere sottoposto a un lavoro esteso di ricostruzione in Belgio, venendo poi ricodificato 4-03 dopo il ritorno in servizio, per non lasciare buchi di numerazione tra questo mezzo e i rimpiazzi arrivati dagli Stati Uniti. Subito dopo la catastrofe furono immediatamente donati dagli Stati Uniti tre esemplari di SH-34G ritirati direttamente dal ponte di volo della portaerei Saratoga all'ancora nel Golfo di Napoli chiamati “Calmieri” dagli equipaggi per le loro condizioni di volo particolarmente usurate, privati delle apparecchiature antisom e utilizzati per compiti di ricerca e soccorso sulle portaerei americane, che presero la codifica da 4-06 a 4-08 e rimasero in servizio per poco tempo in quanto non considerati allo stesso standard degli altri esemplari e perché provati da un'attività molto intensa con la Marina degli Stati Uniti e vennero affiancati e in seguito sostituiti da altri sei elicotteri SH-34J nuovi di fabbrica codificati da 4-09 a 4-14, che gli Stati Uniti cedettero, per colmare le perdite, tra il 1964 e il 1967.
Su queste basi avvenne il trasferimento in tempi record in nuove strutture ricostruite a sud dell'aeroporto e consegnate alla Marina Militare nel dicembre 1967.
Nel 1965 venne avviata la costruzione del "Dilbert Dunker" per l'addestramento degli equipaggi dei velivoli all'ammaraggio forzato e al successivo abbandono del mezzo inabissatosi, entrato in funzione nel 1969.

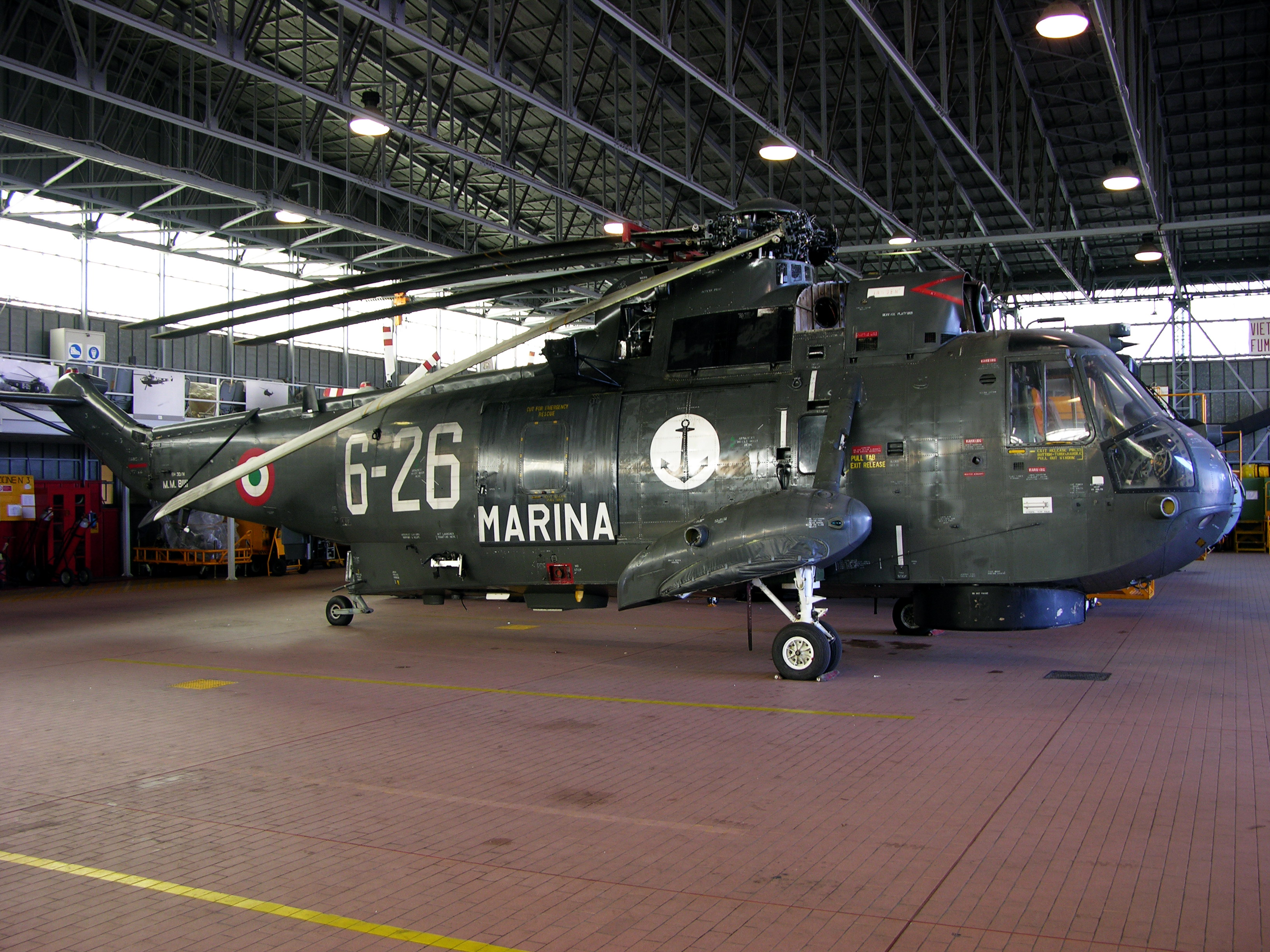
SH 3D Sea King del 3º Grupelicot con la vecchia colorazione ad alta visibilità

Nel 1968 in previsione dell'entrata in servizio dei nuovi elicotteri antisommergibile SH 3D Sea King venne costituito anche il 3º Gruppo elicotteri.
Nel gennaio 1971, per problemi di sovraffollamento, il 1º Gruppo venne trasferito da MARISTAELI - Catania presso la base di Luni, e da allora MARISTAELI - Catania è rimasta la base operativa del 2º e del 3º Gruppo.
Il Comando di MARISTAELI - Catania oltre al coordinamento e al controllo dell'attività del 2º e del 3º Gruppo, cura anche i servizi amministrativi e logistici della base assicurando l'efficienza delle infrastrutture, gestendo il magazzino che rifornisce sia i due Gruppi elicotteri sia i Servizi volo delle Unità navali.
Attualmente nel 2º Gruppo elicotteri operano gli AB 212 ASW, e nel 3º Gruppo elicotteri gli EH-101 ASW e HEW, mentre per la sostituzione degli AB 212 del 2º Gruppo con i moderni NH-90 si prospettano tempi lunghi.
MariSTaeli-Catania inoltre gestisce normalmente con il distaccamento di una aliquota del Reparto il Distaccamento Operativo Base di Pantelleria, base “avanzata” delle Forze Aeree della Marina Militare.
La base di un "Servizio Tecnico" per il corretto funzionamento della Stazione Elicotteri da cui dipende il "Centro Equipaggiamento Sicurezza del Volo".

## Organizzazione

### 2º Grupelicot
Il 2º Gruppo Elicotteri, costituito il 15 aprile del 1964 sulla Stazione Elicotteri di Catania, da sempre costituisce il perno addestrativo della Marina Militare per quanto riguarda la specialità ASW (Anti Submarine Warfare — Lotta Antisommergibile) avendo assunto sin dal primo giorno dalla sua formazione come compito principale l’addestramento degli equipaggi di volo e del personale tecnico-specialista della Forza Armata, mentre ha come compito aggiuntivo quello di fornire il servizio tecnico e logistico agli elicotteri che vengono imbarcati sulle navi della Squadra Navale presente nel porto di Augusta.

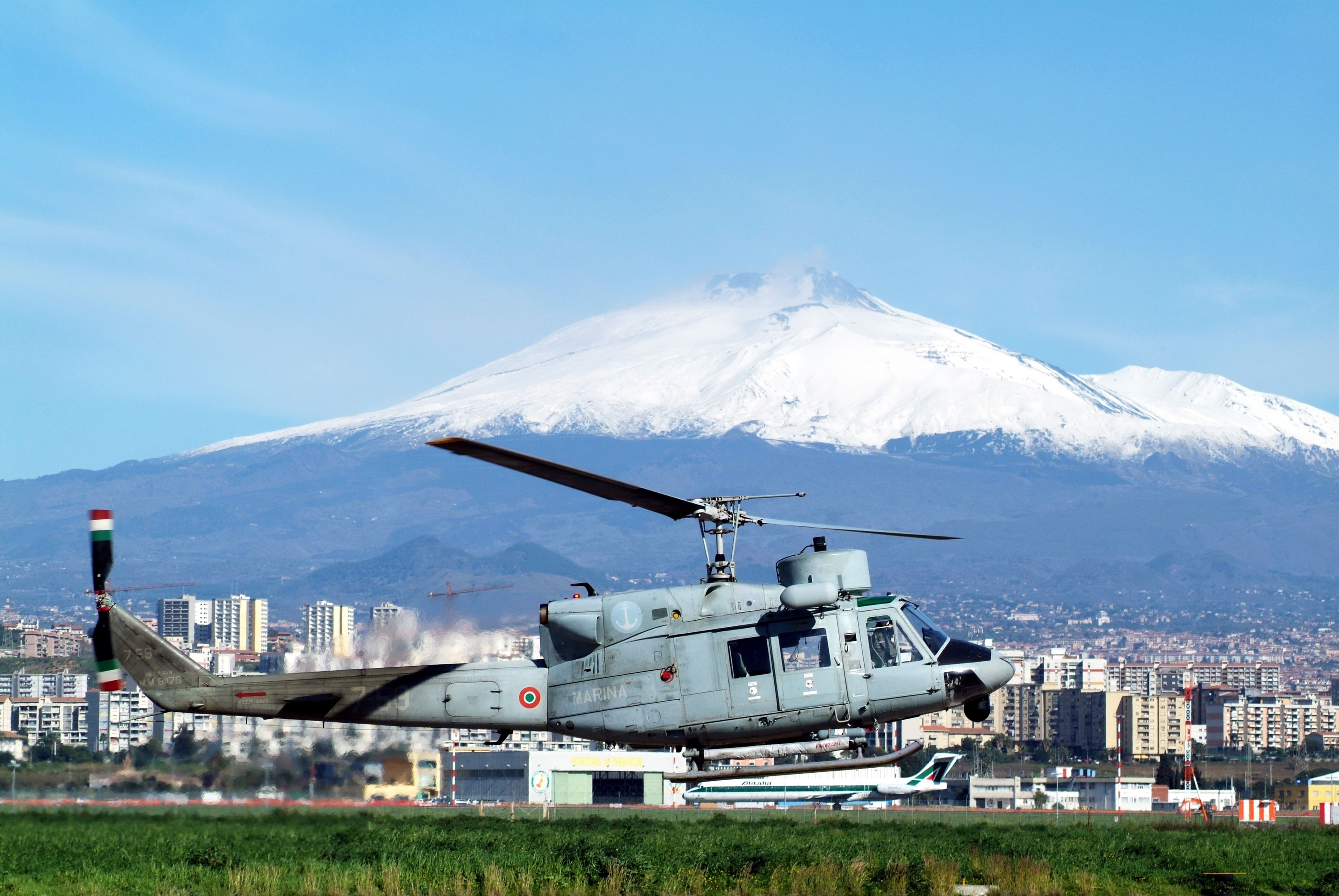
Un AB-212 del 2º GRUPELICOT in fase di decollo con l'Etna sullo sfondo

Nel mese di luglio dello stesso anno della sua costituzione al Reparto viene assegnato il primo elicottero AB 204AS, iniziando da quel momento a sviluppare una forte vocazione allo svolgimento della lotta antisommergibile. 
L'entusiasmo iniziale venne però presto spazzati via dal funesto evento accaduto il 31 ottobre del 1964. Dal 1964 e ininterrottamente fino alla fine del 1981 il 2º Gruppo Elicotteri ha pienamente svolto il suo ruolo di Reparto di Conversione Operativa per la linea AB 204AS, situazione rimasta pressoché invariata con l’arrivo del primo AB 212ASW, versione bimotore ed evoluta rispetto ai predecessori AB 204 e AB 205, con il primo “Twin Huey” che venne consegnato al Reparto il 15 dicembre del 1981. Una decisa inversione di tendenza avvenne invece nel 2001 quando, con la costituzione del Comando delle Forze Aeree oltre ai compiti addestrativi, il Reparto è stato chiamato a svolgere le attività esercitative e operative al pari degli altri Gruppi, mantenendo però sempre la peculiarità propria di Reparto Scuola.
Le operazioni e le esercitazionia cui partecipa o ha partecipato il 2º Grupelicot, retto da un capitano di fregata, sono molteplici, le più rappresentative delle quali sono la Constant Vigilance e la Frontex per il controllo dei flussi migratori, l’Enduring Freedom in Medio Oriente, l’Active Endeavour nel Mediterraneo per il controllo dei traffici illeciti nel canale di Sicilia, la Leonte-UNIFIL-MTF in Libano, la EUNAVFOR Atalanta nel Corno d'Africa per la lotta alla pirateria, l’International Security Assistance Force in Afghanistan, l’Oasis multinazionale con la Tunisia, la Loyal Midas e la Mare Aperto-Amphex in ambito nazionale, e infine la lotta all’inquinamento, missioni tutte svolte con la partecipazione degli elicotteri e degli uomini del 2º Gruppo a bordo delle navi della Squadra Navale.
Oltre alle missioni operative e all’attività esercitativa il Reparto concorre con il 3º Gruppo Elicotteri al supporto delle popolazioni civili, effettuando interventi di “Ricerca e Soccorso” e, specialmente nei mesi estivi, svolge, in collaborazione con la Protezione Civile, operazione di contrasto agli incendi che flagellano il territorio della Sicilia spingendosi anche in territorio calabrese. Il reparto ha profuso inoltre il suo impegno in occasione di grosse emergenze nazionali come l’alluvione che ha colpito Messina e il terremoto dell’Aquila.

### 3º Grupelicot
Il 3º Gruppo Elicotteri (Grupelicot Tre) è stato costituito nel maggio 1968 presso la Stazione Elicotteri Marina Militare di Catania per ricevere i primi SH 3D Sea King in consegna alla Forza Aerea della Marina Militare. Il ruolo assegnato al Gruppo sin dalla sua nascita è stata la lotta contro i sommergibili, effettuata sia a bordo delle navi sia dalle basi sulla terraferma. I primi anni servirono al reparto per l’acquisizione dei nuovi elicotteri e per la qualifica di tutto il personale. La consegna dei primi esemplari avvenne a partire dal 1969 e nel 1970 venne svolta la prima missione di soccorso effettuata sull’isola di Linosa, mentre la prima missione a favore della popolazione civile a causa di disastri ambientali avviene nel 1973 con l’alluvione nella vicina Tunisia. 
La prima missione a carattere nazionale avvenne nel 1976 in occasione del terremoto del Friuli e analoga missione venne svolta nel 1980 in occasione del terremoto dell'Irpinia, missioni nella quale la componente elicotteristica risultò di fondamentale importanza per portare aiuto alle popolazioni colpite. Il 3º Gruppo è sempre stato presente durante tutte le più disastrose calamità naturali avvenute in Italia, come nel 1996 in occasione dell’alluvione in Versilia, nel 2000 in occasione dell’alluvione in Piemonte e nel 2009 in occasione del terremoto in Abruzzo. 

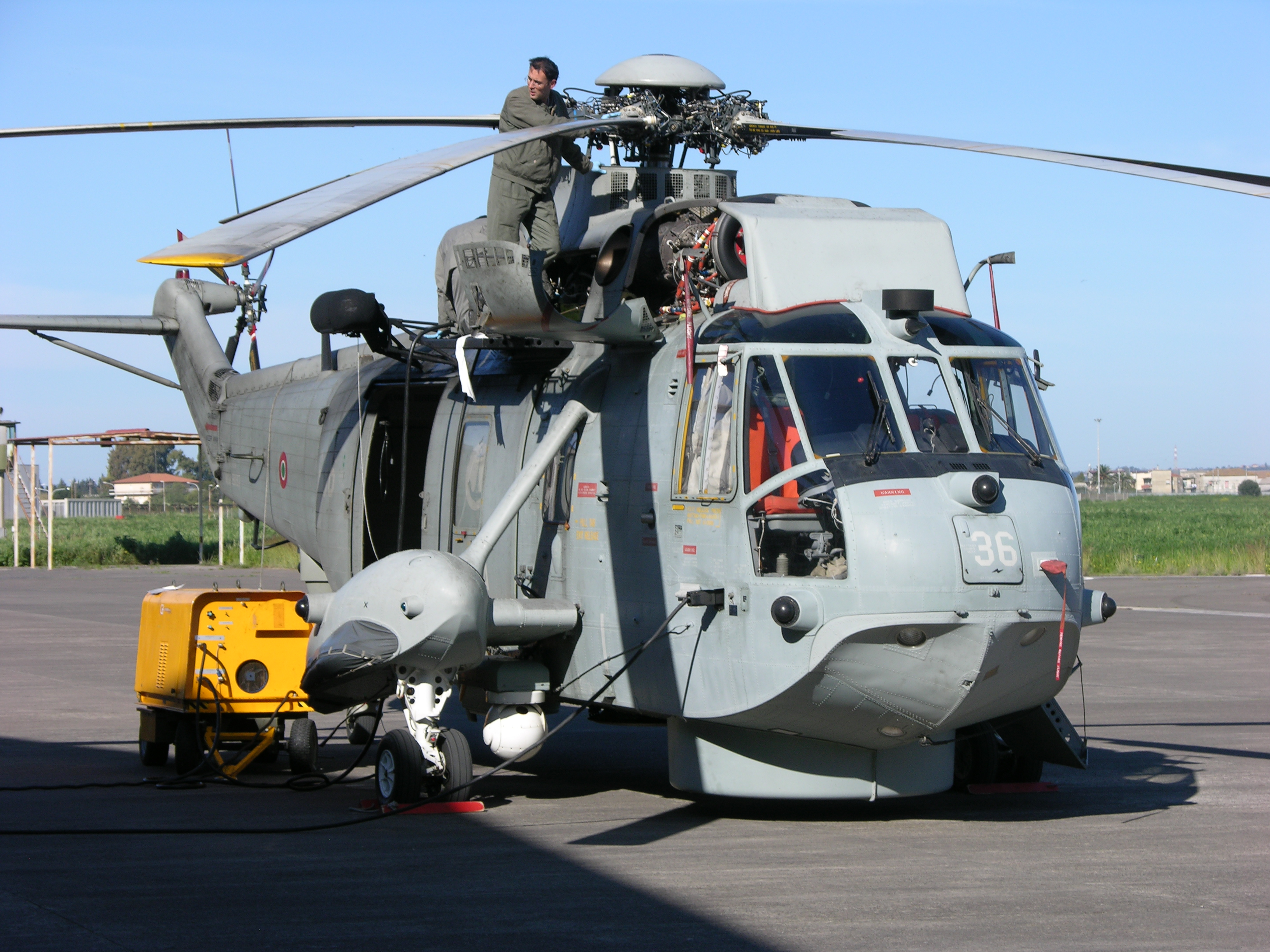
SH 3D Sea King del 3º Grupelicot con la nuova colorazione a bassa visibilità

Nel 1982 il 3º Gruppo venne chiamato, assieme agli altri Gruppi di Volo della Marina Militare, a svolgere una delle prime missioni fuori dal territorio nazionale in Medio Oriente per la crisi in Libano, con la missione “UNIFIL” delle Nazioni Unite per stabilizzare l’area. Negli anni successivi sono seguite altre missioni di pace fuori dal territorio nazionale che nel corso degli anni sono diventate una consuetudine. Negli anni novanta le principali missioni vennero svolte in Albania per il controllo dei traffici illegali, e in Somalia, inizialmente per l’evacuazione dei civili, e poi per partecipare alle più complesse operazioni Restore Hope e United Shield volte a sedare i massacri tra le fazioni locali, e nella lontanissima Timor Est con l’operazione “Stabilize”.
Con l’arrivo del nuovo millennio le missioni all’estero sono quelle che, in generale, impegnano maggiormente le Forze Armate Italiane, e quindi anche gli uomini e i mezzi del 3º Grupelicot Tre con l’impegno continuativo nei Balcani, esattamente in Kosovo dove problemi mai sopiti sono scaturiti in una nuova guerra fratricida, in Afghanistan e Iraq, con le operazioni “Enduring Freedom” e “ISAF” con il ritorno in Libano per l’operazione LEONTE, la missione Frontex, per il controllo dei flussi migratori nel Canale di Sicilia con il distaccamento di una aliquota del Reparto presso la DOB (Distaccamento Operativo Base) di Pantelleria, e dal dicembre 2009 al maggio 2010 con la missione EUNAVFOR (European Naval Forces) Atalanta, per il contrasto della pirateria lungo le coste somale del Corno d'Africa. Il Gruppo, infine, partecipa regolarmente, decollando dalla sua sede naturale, all’Operazione militare navale della NATO nel Mediterraneo Active Endeavour, per prevenire movimenti di terroristi o traffico di armi di distruzione di massa e in generale per la sicurezza della navigazione. L’operazione Active Endeavour, iniziata il 21 ottobre 2001 in applicazione dell’articolo 5 del Trattato Nord Atlantico, è stata attivata a seguito dell’attentato dell'11 settembre 2001 con la finalità di contrastare la rete del terrorismo internazionale. L’operazione è guidata dal Comando della Componente Marittima Alleata del Sud Europa di Napoli cui la Marina Militare contribuisce regolarmente con unità navali (fregate e sommergibili) e velivoli sia elicotteri sia aerei.
Dal giugno 2015 gli elicotteri del 3º Gruppo elicotteri partecipano all'Operazione EUNAVFOR MED per il controllo dei flussi migratori.

### Ufficio Corsi e Tirocini
L'ufficio è preposto a formare gli specialisti e gli operatori di volo selezionati dallo Stato Maggiore o provenienti dalla componente aerea della Guardia Costiera.